# Конституционное право
Конституцио́нное пра́во — закрепляющая в себе основы взаимоотношения личности и государства, конституционные характеристики государства, регламентирующая организацию государственной власти в стране и иные отношения конституционно-правового характера.

## Конституция
Ядром конституционного права является конституция — правовой акт или совокупность правовых актов, обладающих наивысшей юридической силой и регулирующих основы организации государства и взаимоотношение государства и гражданина.
Конституция является основным законом государства, обладает наивысшей юридической силой, является как политической, так и идеологической доктриной:
- Как политический документ, конституция отражает определённое соотношение политической силы в обществе на момент её разработки и принятия.
- Как идеологический, конституция выражает определённое мировоззрение, декларирует важнейшие ценности.

## Регулируемые общественные отношения
Конституционные нормы реализуются через конституционно-правовые отношения (права и обязанности, возникающие между его сторонами в основном в результате наступления юридических фактов).
Конституционное право регулирует наиболее важные общественные отношения (например, основы государственного строя, избирательной системы), закрепляет основные (конституционные) права (такие как право на труд и пр.), нормы которых содержатся в Конституции и других законах. Конституционное право также определяет основные права и обязанности государства и гражданина, которые конкретизируются в законах и иных правовых актах, относящихся к иным отраслям права.

## Методы регулирования
В Конституционном праве доминирует императивный метод регулирования общественных отношений и большинство норм, связанных с властными отношениями, имеют обязывающий или запрещающий характер. А также в конституционной отрасли права существуют нормы дозволяющие, являющиеся нормами-основами.
Они представляют собой нормы-правила, непосредственно порождающие правоотношения при наступлении соответствующих юридических фактов (например, избрание на всеобщих выборах Президента порождает новые отношения между ним и парламентом, ведёт, как правило, к отставке прежнего правительства и формированию нового).
Нормы-дозволения также применяются, в основном при регулировании правового статуса личности.
В отличие от других отраслей права, в конституционном праве много норм-принципов, норм-целей, норм-символов, которые сами по себе не порождают непосредственных правоотношений, но, как правило, подробно раскрываются в нормах других отраслей права (например, право на труд обычно закрепляется в Конституции, но уточняется до непосредственно применяемых норм лишь в трудовом праве).
Можно также выделить отдельные методы науки Конституционного права:
- формально-юридического анализа
- сравнительно-правовой
- системный
- правового моделирования
- статистический
- конкретно-социологический
- диалектический

## Субъекты регулируемых отношений
К числу субъектов конституционного права относятся:
1. физические лица (прежде всего граждане, но также иностранцы, лица с двойным гражданством и лица без гражданства);
2. государство (посредством государственных органов);
3. субъекты федерации (в федеративном государстве) и административно-территориальные образования;
4. социальные и этнические общности (народ, нации и другие этнические группы, классы — в социалистических государствах и др.);
5. общественные объединения граждан (партии, общественные организации и пр., например, в процессе избирательной кампании).

## Структура
Конституционное право в обобщённом виде состоит из следующих институтов:
1. политическая система, государственный суверенитет и форма правления; права и свободы человека и гражданина, включая институт гражданства;
2. государственное устройство (в федеративном государстве регламентировано более подробно);
3. избирательное право и избирательная система;
4. законодательная власть и статус депутатов;
5. исполнительная власть, институт главы государства и функции правительства;
6. судебная власть и статус судей;
7. конституционный контроль;
8. местное управление и самоуправление.

## История развития
В отличие от таких традиционных отраслей права, как гражданское или уголовное право, Конституционное право как самостоятельная отрасль выделилась сравнительно недавно.
Несмотря на то, что ещё в Древнем Риме конституциями назывались некоторые из декретов императоров, в современном понимании конституциями они не являлись.
Такое положение, когда не существовало основного закона, закрепляющего общие правила государственного устройства и основные права и обязанности государства и гражданина, сохранялось до принятия первых писанных конституций (США в 1787, Франции и Польши в 1791). Эти правовые акты явились результатом развития идей конституционализма, «естественного права», борьбы населения против феодального права — «права-привилегий», абсолютизма, борьбы за права личности.
В некоторых странах (например, в Германии) в качестве синонима Конституционного права используется термин «государственное право», в основном там, где Конституция (как основный закон) появилась позднее уже сформировавшейся системы норм права, регламентирующей государственное устройство.
Кроме того в «государственном праве» акцент в изучении и регулировании общественных отношений смещается в сторону государства и его деятельности.
В России до революции 1905 также использовался термин «государственное право», однако после принятия Манифеста «Об усовершенствовании государственного порядка» и внесения изменений в Основные государственные законы Российской империи стал употребляться термин «конституционное право». В советское время по мотивам исторического и идеологического характера применялся термин «государственное право».